# Lhůta (okres Plzeň-město)
Lhůta (německy i do roku 1924 Lhota) je vesnice a obec v okrese Plzeň-město v Plzeňském kraji. Žije v ní 215 obyvatel.

## Historie
První písemná zmínka o vesnici pochází z roku 1366.

## Obyvatelstvo
| Rok            | 1869 | 1880 | 1890 | 1900 | 1910 | 1921 | 1930 | 1950 | 1961 | 1970 | 1980 | 1991 | 2001 | 2011 | 2021 |
| -------------- | ---- | ---- | ---- | ---- | ---- | ---- | ---- | ---- | ---- | ---- | ---- | ---- | ---- | ---- | ---- |
| Počet obyvatel | 340  | 357  | 355  | 412  | 412  | 361  | 350  | 265  | 247  | 206  | 189  | 145  | 144  | 174  | 206  |
| Počet domů     | 42   | 51   | 57   | 57   | 59   | 60   | 69   | 82   | 79   | 67   | 58   | 75   | 75   | 80   | 92   |

## Obecní správa
Při  sčítání lidu v letech 1869–1960 byla Lhůta  obcí, se kterým patřila nejprve do okresu Plzeň, podruhé v letech 1900 a 1930 do okresu Rokycany a potřetí v roce 1950 do okresu Plzeň-okolí. V letech 1961 a 1991 byla vesnice součástí obce Tymákov, se kterým patřil do okresu Plzeň-jih. Od 1. ledna 1992 je opět samostatnou obcí v okrese Plzeň-jih. Do konce roku 2006 ležela v okrese Plzeň-jih a od 1. ledna 2007 se nachází v okrese Plzeň-město.

### Obecní symboly
Znak a vlajka byly obci uděleny rozhodnutím předsedy Poslanecké sněmovny Parlamentu České republiky dne 5. dubna 2017.

## Pamětihodnosti
- Kovárna Hvížďalka

## Osobnosti
- Václav Eret (1927–2015), rodák, reprezentant v házené